# Ałbena
Ałbena – opowiadanie Jordana Jowkowa, napisane 1927 r. i opublikowane w tomie Wieczory w antymowskim zajeździe (bułg. Вечери в Антимовския хан, 1928). Opowiadanie jest uznawane za jedno z najlepszych w twórczości Jowkowa, m.in. ze względu na wyjątkową kreację głównej bohaterki. W 1930 r. opowiadanie zostało przez autora przerobione na dramat sceniczny pod tym samym tytułem. 
Imię bohaterki nadano otwartemu w 1969 r. kurortowi Albena.

## Treść
Bohaterką opowiadania jest piękna kobieta, Ałbena, oskarżona o zamordowanie męża, Kucara. Mimo iż nie było żadnych bezpośrednich dowodów na to, że Ałbena dokonała zbrodni, oskarżono ją na podstawie słów dwu osób. Jedną z nich było jej dwuletnie dziecko, które powiedziało, iż widziało jak mama zarzuca ojcu na głowę fartuch, a potem widziało szamoczącego się z nim mężczyznę. Drugą osobą, której zeznania potraktowano jako dowód przeciwko Ałbenie był dziadek Własio, który widział w karczmie mężczyznę nieustannie spoglądającego na Ałbenę. Mężczyzna któregoś wieczoru znikł, a następnego dnia rozniosła się wieść, że Kucar został zabity.
Następnego dnia policja przygotowała powóz, by zawieźć Ałbenę do sądu. 
Początkowa nienawiść mieszkańców wsi względem rzekomej morderczyni zamienia się w żal, gdy ludzie widzą jej urodę. 
Spośród zebranych występuje mężczyzna pracujący we młynie, twierdząc, że to on zabił Kucara.
Czytelnik nie dowiaduje się, czy Ałbena była faktycznie bezpośrednią, czy pośrednią sprawczynią mordu.

## Przekłady na język polski
Opowiadanie zostało przetłumaczone na język polski przez Franciszka Korwin-Szymanowskiego i znalazło się w zbiorze Zbrodnia Iwana Belina i inne utwory, Warszawa 1975.